# Karl Wippermann
Karl Wippermann (né le 14 mars 1831 à Rinteln et mort le 24 février 1911 à Groß-Lichterfelde) est un publiciste et homme politique prussien.

## Biographie
Wippermann est le fils de Karl Wilhelm Wippermann, combattant constitutionnel de l'électorat de Hesse. À partir de 1854, il étudie le droit à Marbourg, où il est membre du Corps Teutonia (de), mais n'est pas admis au service préparatoire de Hesse après avoir passé les deux examens d'État, probablement à cause du passé politique de son père.
En 1856, il obtient son doctorat à Göttingen et se tourne vers le métier de journaliste. Il rejoint l'équipe éditoriale du Hessische Morgenzeitung , fondé et dirigé par Friedrich Oetker (de), un ami de son père. Il reprend ensuite la rédaction d'un journal libéral national à Leipzig et rejoint finalement l'équipe éditoriale du National-Zeitung à Berlin. De 1887 à 1905, il travaille à l'Office littéraire royal prussien et, à ce titre, rédige le rapport du journal politique quotidien pour l'empereur. De plus, il publie le « Deutschen Geschichtskalender » à partir de 1885 en deux volumes par an et publie plusieurs recueils de documents sur Otto von Bismarck. Il écrit également de nombreux articles pour l'Allgemeine Deutsche Biographie (ADB). En 1905, il prend sa retraite.
Dans les années 1860, Wippermann est membre de l'Assemblée des États de l'électorat de Hesse. De 1868 à 1872, il est également membre du parlement communal de l'électorat de Hesse.

## Travaux
- Ludwig Ernst Hahn: Fürst Bismarck: Sein politisches Leben und Wirken urkundlich in Thatsachen und des Fürsten eigenen Kundgebungen. Dargestellt von Ludwig Hahn. Fortgeführt von Carl Wippermann. 5 Bde. Berlin: Hertz 1878–1891.